# Marija Kapuschewa
Marija Kapuschewa (bulgarisch Мария Капушева; * 15. August 2001) ist eine bulgarische Leichtathletin, die sich auf den Stabhochsprung spezialisiert hat.

## Sportliche Laufbahn
Erste internationale Erfahrungen sammelte Marija Kapuschewa im Jahr 2021, als sie bei den Balkan-Meisterschaften in Smederevo mit übersprungenen 3,40 m den achten Platz belegte.
In den Jahren von 2019 bis 2021 wurde Kapuschewa bulgarische Meisterin im Stabhochsprung im Freien sowie 2020 auch in der Halle.

## Persönliche Bestleistungen
- Stabhochsprung: 3,51 m, 5. Juni 2021 in Weliko Tarnowo
  - Stabhochsprung (Halle): 3,40 m, 30. Januar 2021 in Sofia